# Généalogie des dynasties Shō
La généalogie des dynasties Shō recouvre les généalogies des deux dynasties qui ont régné sur le royaume de Ryūkyū de 1406 à 1469 et de 1470 à 1879, respectivement. En dépit de leur nom commun, elles ne sont pas liées. Ce qui suit est une liste abrégée de ces deux dynasties.

## Première dynastie Shō
- Samekawa Unushi
  - Shō Shishō 1354-1421, r. 1406-1421
    - Shō Hashi 1371-1439, r. 1421-1439
      - Shō Chū 1391-1444, r. 1439-1444
        - Shō Shitatsu 1408-1449, r. 1444-1449

      - Shō Kinpuku 1398-1453, r. 1449-1453
      - Shō Taikyū 1415-1460, r. 1453-1460
        - Shō Toku 1441-1469, r. 1460-1469

## Seconde dynastie Shō
- Shō Shoku (ja) (尚稷) d. 1434
  - Shō En (尚円王) 1415-1476, r. 1470-1476
    - Shō Sen'i (尚宣威王, fils de Shō Shoku) 1430-1477, r. 1476-1477
      - Shō Shin (尚真王) 1465-1527, r. 1477-1527
        - Shō Sei (尚清王) 1497-1555, r. 1527-55
          - Shō Gen 1528-1572, r. 1555-1572
            - Shō Ei 1559-1588, r. 1572-1588
            - Shō Nei 1564-1620, r. 1589-1620
              - Shō Hō 1590-1640, r. 1620-1640
                - Shō Ken 1625-1647, r. 1640-1647
                - Shō Shitsu 1629-1668, r. 1648-1668
                  - Shō Tei 1645-1709, r. 1668-1709
                    - Shō Jun (1660–1706) 1660-1706
                      - Shō Eki 1678-1712, r. 1709-1712
                        - Shō Kei 1700-1752, r. 1712-1752
                          - Shō Boku 1739-1794, r. 1752-1794
                            - Shō Tetsu 1759-1788
                              - Shō On 1784-1802, r. 1795-1802
                                - Shō Sei 1800-1803, r. 1802-1803
                                  - Shō Kō 1787-1839, r. 1804-1834
                                    - Shō Iku 1813-1847, r. 1835-1847
                                      - Shō Tai 1843-1901, r. 1848-1879
                                        - Shō Ten 1864-1920

                                      - Shō Shō 1888-1923

                                    - Shō Hiroshi 1918-1996
                                    - Shō Mamoru

                                  - Shō Jun 1873-1945

                                - Prince Ie 1818-1896

      - Prince Urasoe (fils de Shō Shin) 1494-1540
        - Prince Urasoe 1512-1576
          - Shō I d. 1584

## Source de la traduction
- (en) Cet article est partiellement ou en totalité issu de l’article de Wikipédia en anglais intitulé « Genealogy of the Shō Dynasties » (voir la liste des auteurs).